# Amstel Gold Race féminine 2022
Cet article concerne l'édition féminine de l'Amstel Gold Race. Pour la course masculine, voir Amstel Gold Race 2022.
La 8e édition de l'Amstel Gold Race féminine a lieu le 10 avril 2022. C'est la septième épreuve de l'UCI World Tour féminin 2022. Elle est remportée par l'Italienne Marta Cavalli. 

## Équipes
| UCI Women's WorldTeams (14)- Team BikeExchange-Jayco - Canyon-SRAM Racing - EF Education-TIBCO-SVB - FDJ Nouvelle Aquitaine Futuroscope - Human Powered Health - Team Jumbo-Visma - Liv Racing Xstra - Movistar Team - Roland Cogeas-Edelweiss Squad - SD Worx - Trek-Segafredo - Team DSM - UAE Team ADQ - Uno-X Pro Cycling Team Équipes féminines continentales (10)- Andy Schleck-CP NVST-Immo Losch - Bingoal-Chevalmeire-Van Eyck Sport - Ceratizit-WNT Pro Cycling - Coop-Hitec Products - GT Krush Tunap - Le col-Wahoo - AG Insurance NXTG - Parkhotel Valkenburg - Plantur-Pura - Valcar-Travel & Service |
| |

## Parcours
Après une annulation en 2020 et une course sur le circuit final en 2021, l'épreuve revient à son format original comme en 2019.

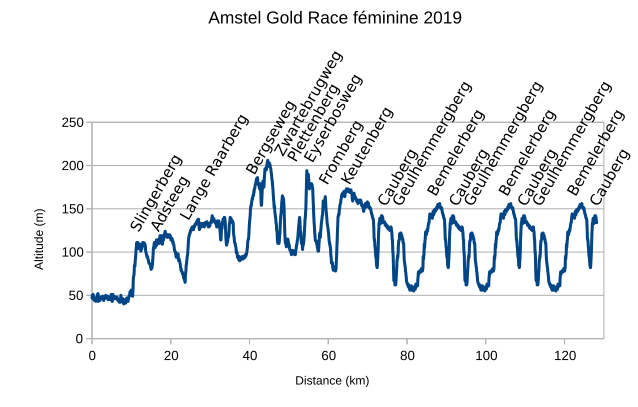
Profil de la course

La course se conclut par trois tours d'un circuit autour de Fauquemont.
19 côtes sont répertoriées pour cette course :
| Num | Nom                 | Longueur (m) | Pente moyenne | km    | km de l'arrivée |
| --- | ------------------- | ------------ | ------------- | ----- | --------------- |
| 1   | Slingerberg (nl)    | 1 200        | 5,4 %         | 10    | 116,8           |
| 2   | Adsteeg (nl)        | 620          | 4,7 %         | 14,8  | 112             |
| 3   | Lange Raarberg (nl) | 1 000        | 4,3 %         | 23    | 103,8           |
| 4   | Bergseweg (nl)      | 2 200        | 3,4 %         | 38,9  | 87,9            |
| 5   | Zwartebrugweg       |              |               | 46,7  | 80,1            |
| 6   | Plettenberg         |              |               | 50,6  | 76,2            |
| 7   | Eyserbosweg         | 1 100        | 7,9 %         | 51,7  | 75,1            |
| 8   | Fromberg (nl)       | 1 200        | 4,8 %         | 55,5  | 71,3            |
| 9   | Keutenberg          | 1 700        | 6,1 %         | 60,1  | 66,7            |
| 10  | Cauberg             | 1 500        | 7 %           | 70,5  | 56,3            |
| 11  | Geulhemmerberg      | 1 000        | 5,8 %         | 74,9  | 51,9            |
| 12  | Bemelerberg (nl)    | 1 200        | 4 %           | 81,9  | 44,9            |
| 13  | Cauberg             | 1 500        | 7 %           | 88,4  | 38,4            |
| 14  | Geulhemmerberg      | 1 000        | 5,8 %         | 92,8  | 34,0            |
| 15  | Bemelerberg (nl)    | 1 200        | 4 %           | 99,8  | 27,0            |
| 16  | Cauberg             | 1 500        | 7 %           | 106,3 | 20,5            |
| 17  | Geulhemmerberg      | 1 000        | 5,8 %         | 110,7 | 16,1            |
| 18  | Bemelerberg (nl)    | 1 200        | 4 %           | 117,7 | 9,1             |
| 19  | Cauberg             | 1 500        | 7 %           | 124,2 | 2,6             |

## Favorites

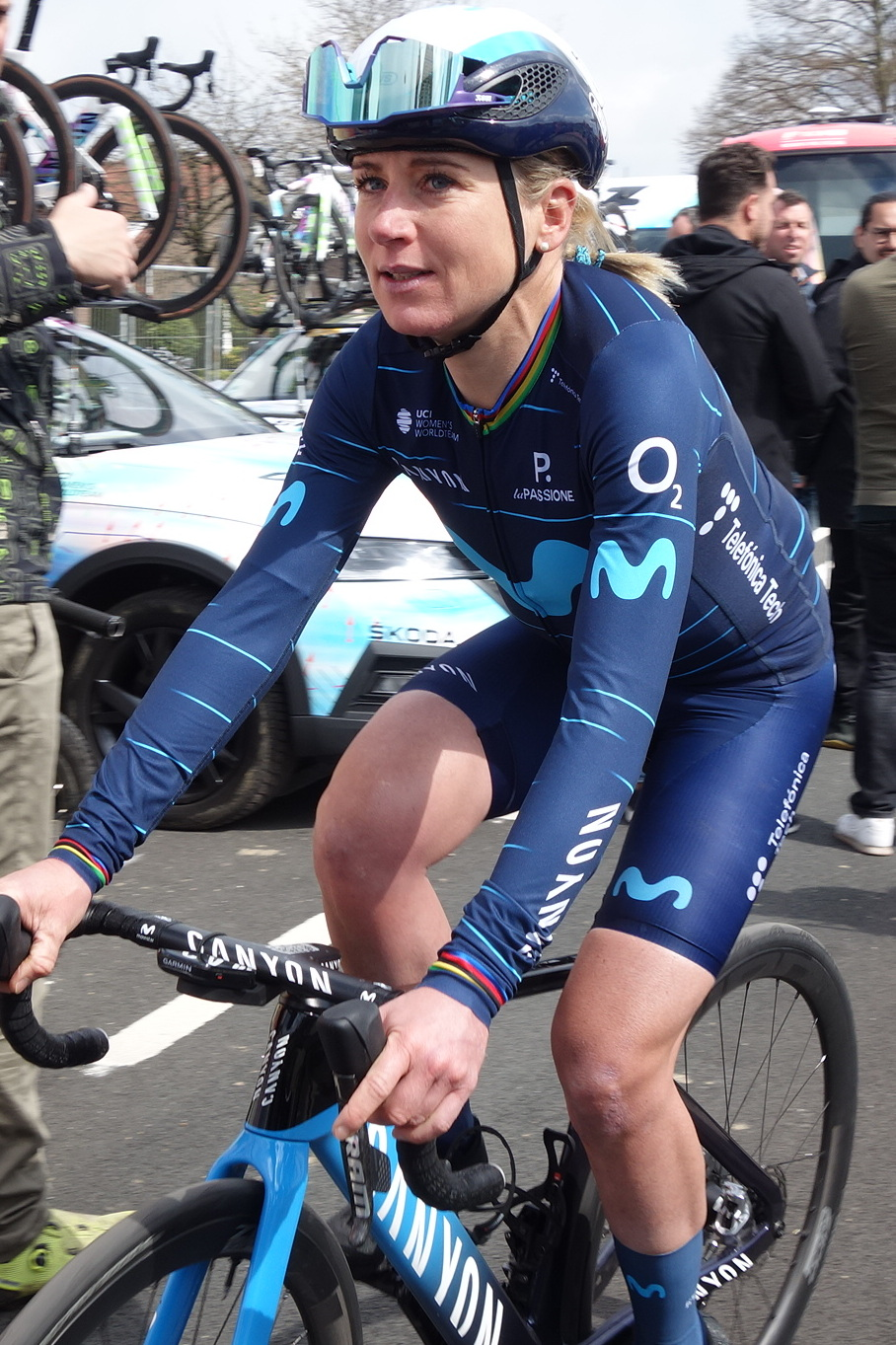
Annemiek van Vleuten, ici à l'arrivée, est une des favorites

Marianne Vos, la vainqueur sortante, est malade et ne défend pas son titre. La vainqueur 2019, Katarzyna Niewiadoma est une des favorites. Annemiek van Vleuten n'a jamais gagné, est néanmoins une des favorites, tout comme Demi Vollering, Arlenis Sierra ou Mavi Garcia. Elisa Longo Borghini est absente.

## Récit de la course
La météo est froide et ensoleillée. Il y a une échappée matinale qui est reprise. À quatre-vingt-cinq kilomètres de l'arrivée, Anna Henderson et Pauliena Rooijakkers sortent. Elles emmènent avec elles huit autres favorites : Katarzyna Niewiadoma, Annemiek van Vleuten, Lucinda Brand, Yara Kastelijn, Marlen Reusser,  Ashleigh Moolman-Pasio, Niamh Fisher-Black et Demi Vollering. À soixante-huit kilomètres de la ligne, dans le Keutenberg, Van Vleuten, Niewiadoma et Vollering s'extraient de ce groupe. Au même moment, Chantal van den Broek-Blaak, Liane Lippert, Ellen van Dijk et Henderson reviennent sur le groupe de poursuite. Ane Santesteban puis Sofia Bertizzolo en font de même plus loin. Dans la deuxième ascension du Cauberg, un regroupement général a lieu. À trente-trois kilomètres du but, Pauliena Rooijakkers ressort. Elle est rapidement rejointe par Amanda Spratt et Arlenis Sierra. Elles obtiennent une avance de quarante secondes, mais le passage suivant du Cauberg provoque un rapproché important. Mavi Garcia attaque dans cette ascension et revient à treize secondes des fuyardes. Elle et les échappées sont reprises à dix kilomètres de l'arrivée. Aux six kilomètres, Stine Borgli passe à l'offensive. Elle est reprise dans le dernier virage avant le Cauberg. Mikayla Harvey puis Floortje Mackaij impriment le rythme. Annemiek van Vleuten accélère. Seule Liane Lippert peut la suivre. Sur le replat, Niewiadoma, Vollering, Moolman-Pasio, García et Cavalli rentrent. À 1 800 m de la ligne, Marta Cavalli parvient à surprendre Ashleigh Moolman. Elle n'est plus reprise. Demi Vollering règle le sprint du groupe.

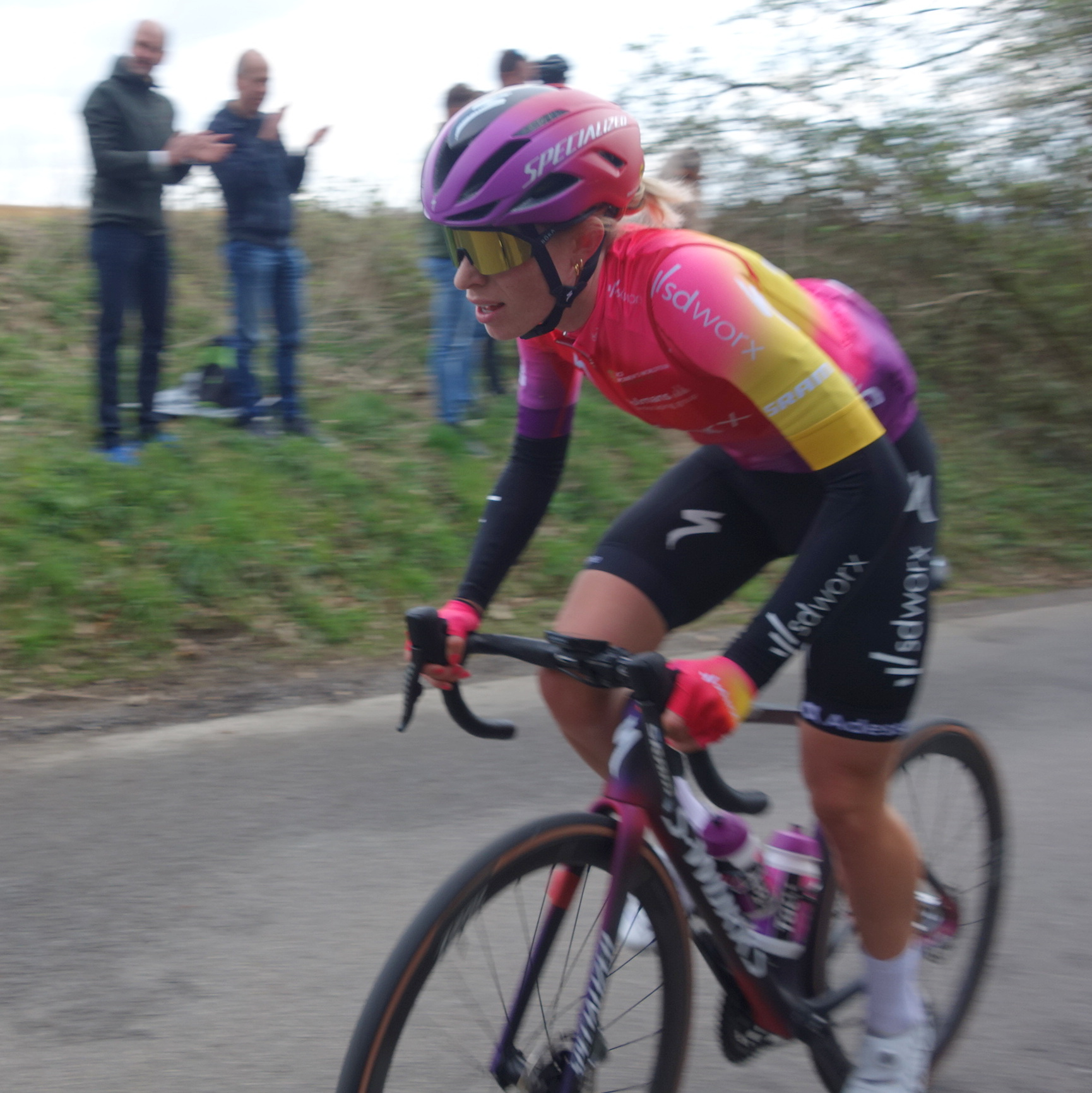
Demi Vollering dans l'Eyserbosweg
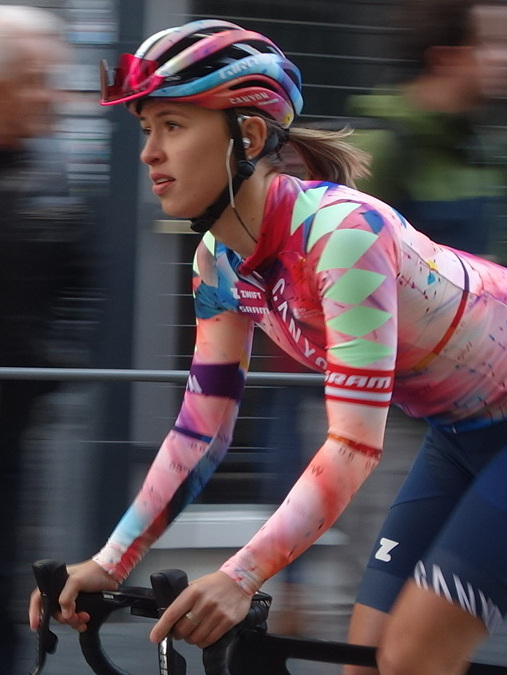
Katarzyna Niewiadoma au départ
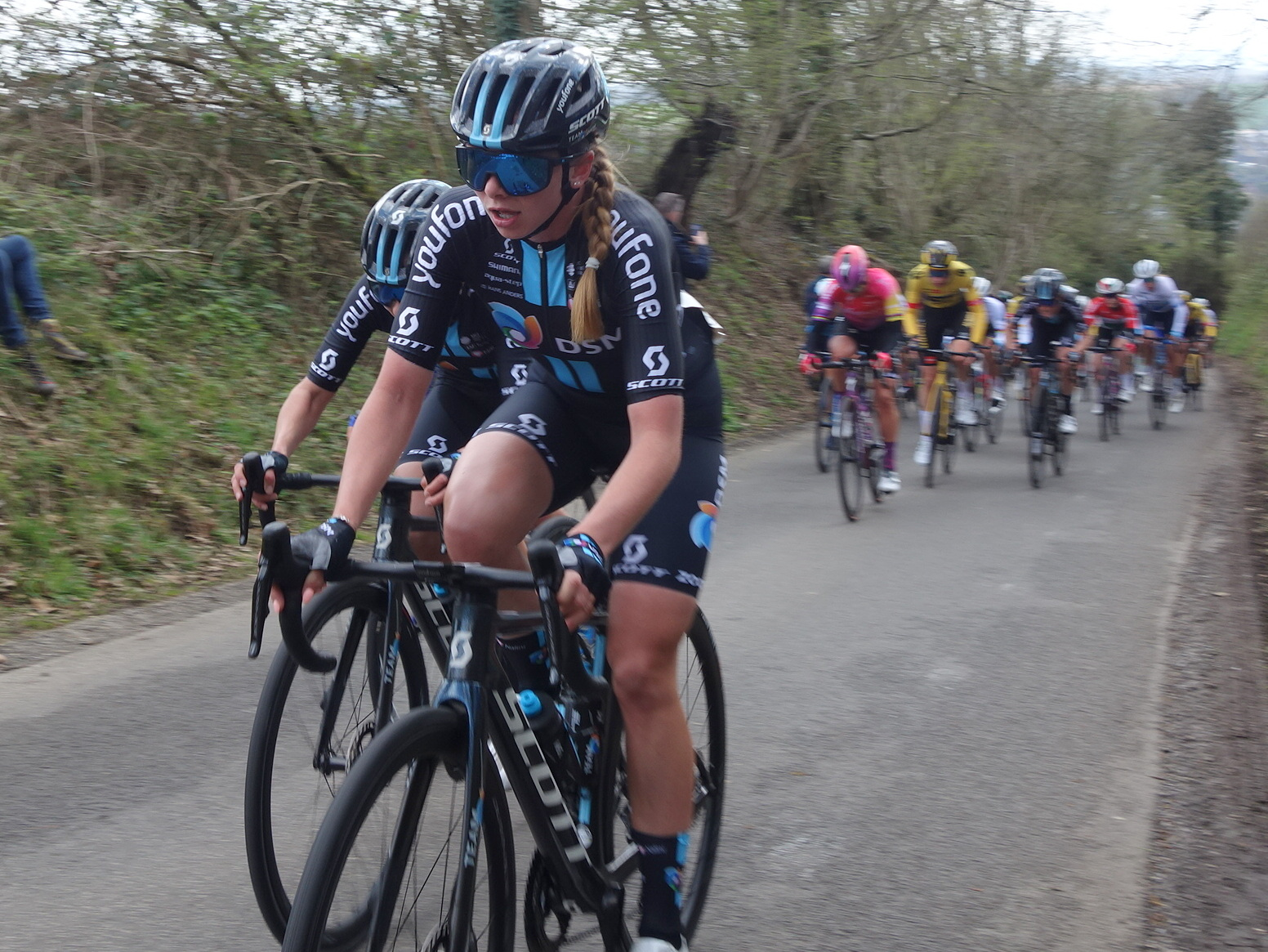
Liane Lippert dans l'Eyserbosweg

## Classements

### Classement final
| \| Classement général \| Classement général \| Classement général \| Classement général \| Classement général \| \| Coureuse \| Coureuse \| Pays \| Équipe \| Temps \| \| ------------------ \| -------------------- \| ------------------ \| ---------------------------------- \| ------------------ \| \| 1re \| Marta Cavalli \| Italie \| FDJ-Nouvelle Aquitaine-Futuroscope \| 3 h 17 min 41 s \| \| 2e \| Demi Vollering \| Pays-Bas \| SD Worx \| + 4 s \| \| 3e \| Liane Lippert \| Allemagne \| Team DSM \| + 4 s \| \| 4e \| Annemiek van Vleuten \| Pays-Bas \| Movistar Team \| + 4 s \| \| 5e \| Katarzyna Niewiadoma \| Pologne \| Canyon-SRAM Racing \| + 4 s \| \| 6e \| Mavi García \| Espagne \| UAE Team ADQ \| + 4 s \| \| 7e \| Ashleigh Moolman \| Afrique du Sud \| SD Worx \| + 7 s \| \| 8e \| Elisa Balsamo \| Italie \| Trek-Segafredo \| + 9 s \| \| 9e \| Coryn Labecki \| États-Unis \| Team Jumbo-Visma \| + 9 s \| \| 10e \| Sofia Bertizzolo \| Italie \| UAE Team ADQ \| + 9 s \| |                      |                |                                    |                 |
| |                      |                |                                    |                 |
| Source : ProCyclingStats |                      |                |                                    |                 |
| Classement général |                      |                |                                    |                 |
| Coureuse | Coureuse             | Pays           | Équipe                             | Temps           |
| 1re | Marta Cavalli        | Italie         | FDJ-Nouvelle Aquitaine-Futuroscope | 3 h 17 min 41 s |
| 2e | Demi Vollering       | Pays-Bas       | SD Worx                            | + 4 s           |
| 3e | Liane Lippert        | Allemagne      | Team DSM                           | + 4 s           |
| 4e | Annemiek van Vleuten | Pays-Bas       | Movistar Team                      | + 4 s           |
| 5e | Katarzyna Niewiadoma | Pologne        | Canyon-SRAM Racing                 | + 4 s           |
| 6e | Mavi García          | Espagne        | UAE Team ADQ                       | + 4 s           |
| 7e | Ashleigh Moolman     | Afrique du Sud | SD Worx                            | + 7 s           |
| 8e | Elisa Balsamo        | Italie         | Trek-Segafredo                     | + 9 s           |
| 9e | Coryn Labecki        | États-Unis     | Team Jumbo-Visma                   | + 9 s           |
| 10e | Sofia Bertizzolo     | Italie         | UAE Team ADQ                       | + 9 s           |

### UCI World Tour

#### Points attribués
| Position           | 1er | 2e  | 3e  | 4e  | 5e  | 6e  | 7e  | 8e  | 9e | 10e | 11e | 12e | 13e | 14e | 15e | 16e à 20e | 21e à 30e | 31e à 40e |
| Classement général | 400 | 320 | 260 | 220 | 180 | 140 | 120 | 100 | 80 | 68  | 56  | 48  | 40  | 32  | 28  | 24        | 16        | 8         |

| Classement par points | Classement par points       | Classement par points | Classement par points | Classement par points |
| Coureuse              | Coureuse                    | Pays                  | Équipe                | Points                |
| --------------------- | --------------------------- | --------------------- | --------------------- | --------------------- |
| 1re                   | Elisa Balsamo               | Italie                | Trek-Segafredo        | 1636 pts              |
| 2e                    | Lotte Kopecky               | Belgique              | SD Worx               | 1360 pts              |
| 3e                    | Annemiek van Vleuten        | Pays-Bas              | Movistar Team         | 860 pts               |
| 4e                    | Lorena Wiebes               | Pays-Bas              | Team DSM              | 720 pts               |
| 5e                    | Marta Bastianelli           | Italie                | UAE Team ADQ          | 664 pts               |
| 6e                    | Katarzyna Niewiadoma        | Pologne               | Canyon-SRAM Racing    | 508 pts               |
| 7e                    | Chantal van den Broek-Blaak | Pays-Bas              | SD Worx               | 504 pts               |
| 8e                    | Marianne Vos                | Pays-Bas              | Team Jumbo-Visma      | 464 pts               |
| 9e                    | Ashleigh Moolman            | Afrique du Sud        | SD Worx               | 448 pts               |
| 10e                   | Sofia Bertizzolo            | Italie                | UAE Team ADQ          | 444 pts               |

| Classement par points | Classement par points       | Classement par points | Classement par points | Classement par points |
| Coureuse              | Coureuse                    | Pays                  | Équipe                | Points                |
| --------------------- | --------------------------- | --------------------- | --------------------- | --------------------- |
| 1re                   | Elisa Balsamo               | Italie                | Trek-Segafredo        | 1636 pts              |
| 2e                    | Lotte Kopecky               | Belgique              | SD Worx               | 1360 pts              |
| 3e                    | Annemiek van Vleuten        | Pays-Bas              | Movistar Team         | 860 pts               |
| 4e                    | Lorena Wiebes               | Pays-Bas              | Team DSM              | 720 pts               |
| 5e                    | Marta Bastianelli           | Italie                | UAE Team ADQ          | 664 pts               |
| 6e                    | Katarzyna Niewiadoma        | Pologne               | Canyon-SRAM Racing    | 508 pts               |
| 7e                    | Chantal van den Broek-Blaak | Pays-Bas              | SD Worx               | 504 pts               |
| 8e                    | Marianne Vos                | Pays-Bas              | Team Jumbo-Visma      | 464 pts               |
| 9e                    | Ashleigh Moolman            | Afrique du Sud        | SD Worx               | 448 pts               |
| 10e                   | Sofia Bertizzolo            | Italie                | UAE Team ADQ          | 444 pts               |

| Classement du meilleur jeune | Classement du meilleur jeune | Classement du meilleur jeune | Classement du meilleur jeune | Classement du meilleur jeune |
| Coureuse                     | Coureuse                     | Pays                         | Équipe                       | Points                       |
| ---------------------------- | ---------------------------- | ---------------------------- | ---------------------------- | ---------------------------- |
| 1re                          | Shirin van Anrooij           | Pays-Bas                     | Trek-Segafredo               | 18 pts                       |
| 2e                           | Pfeiffer Georgi              | Royaume-Uni                  | Team DSM                     | 14 pts                       |
| 3e                           | Mischa Bredewold             | Pays-Bas                     | Parkhotel Valkenburg         | 8 pts                        |
| 4e                           | Julia Borgström              | Suède                        | AG Insurance NXTG            | 8 pts                        |
| 5e                           | Lonneke Uneken               | Pays-Bas                     | SD Worx                      | 6 pts                        |
| 6e                           | Silke Smulders               | Pays-Bas                     | Liv Racing Xstra             | 6 pts                        |
| 7e                           | Niamh Fisher-Black           | Nouvelle-Zélande             | SD Worx                      | 6 pts                        |
| 8e                           | Femke Gerritse               | Pays-Bas                     | Parkhotel Valkenburg         | 6 pts                        |
| 9e                           | Maike van der Duin           | Pays-Bas                     | Le Col-Wahoo                 | 4 pts                        |
| 10e                          | Julie De Wilde               | Belgique                     | Plantur-Pura                 | 4 pts                        |

| Classement du meilleur jeune | Classement du meilleur jeune | Classement du meilleur jeune | Classement du meilleur jeune | Classement du meilleur jeune |
| Coureuse                     | Coureuse                     | Pays                         | Équipe                       | Points                       |
| ---------------------------- | ---------------------------- | ---------------------------- | ---------------------------- | ---------------------------- |
| 1re                          | Shirin van Anrooij           | Pays-Bas                     | Trek-Segafredo               | 18 pts                       |
| 2e                           | Pfeiffer Georgi              | Royaume-Uni                  | Team DSM                     | 14 pts                       |
| 3e                           | Mischa Bredewold             | Pays-Bas                     | Parkhotel Valkenburg         | 8 pts                        |
| 4e                           | Julia Borgström              | Suède                        | AG Insurance NXTG            | 8 pts                        |
| 5e                           | Lonneke Uneken               | Pays-Bas                     | SD Worx                      | 6 pts                        |
| 6e                           | Silke Smulders               | Pays-Bas                     | Liv Racing Xstra             | 6 pts                        |
| 7e                           | Niamh Fisher-Black           | Nouvelle-Zélande             | SD Worx                      | 6 pts                        |
| 8e                           | Femke Gerritse               | Pays-Bas                     | Parkhotel Valkenburg         | 6 pts                        |
| 9e                           | Maike van der Duin           | Pays-Bas                     | Le Col-Wahoo                 | 4 pts                        |
| 10e                          | Julie De Wilde               | Belgique                     | Plantur-Pura                 | 4 pts                        |

| Classement par équipes aux points | Classement par équipes aux points  | Classement par équipes aux points | Classement par équipes aux points |
| Équipe                            | Équipe                             | Pays                              | Points                            |
| --------------------------------- | ---------------------------------- | --------------------------------- | --------------------------------- |
| 1re                               | SD Worx                            | Pays-Bas                          | 3528 pts                          |
| 2e                                | Trek-Segafredo                     | États-Unis                        | 2096 pts                          |
| 3e                                | Movistar Team                      | Espagne                           | 1596 pts                          |
| 4e                                | Canyon-SRAM Racing                 | Allemagne                         | 1584 pts                          |
| 5e                                | FDJ Nouvelle Aquitaine Futuroscope | France                            | 1548 pts                          |
| 6e                                | UAE Team ADQ                       | Émirats arabes unis               | 1460 pts                          |
| 7e                                | Team DSM                           | Pays-Bas                          | 1388 pts                          |
| 8e                                | Team Jumbo-Visma                   | Pays-Bas                          | 964 pts                           |
| 9e                                | Valcar-Travel & Service            | Italie                            | 728 pts                           |
| 10e                               | Ceratizit-WNT Pro Cycling          | Allemagne                         | 372 pts                           |

| Classement par équipes aux points | Classement par équipes aux points  | Classement par équipes aux points | Classement par équipes aux points |
| Équipe                            | Équipe                             | Pays                              | Points                            |
| --------------------------------- | ---------------------------------- | --------------------------------- | --------------------------------- |
| 1re                               | SD Worx                            | Pays-Bas                          | 3528 pts                          |
| 2e                                | Trek-Segafredo                     | États-Unis                        | 2096 pts                          |
| 3e                                | Movistar Team                      | Espagne                           | 1596 pts                          |
| 4e                                | Canyon-SRAM Racing                 | Allemagne                         | 1584 pts                          |
| 5e                                | FDJ Nouvelle Aquitaine Futuroscope | France                            | 1548 pts                          |
| 6e                                | UAE Team ADQ                       | Émirats arabes unis               | 1460 pts                          |
| 7e                                | Team DSM                           | Pays-Bas                          | 1388 pts                          |
| 8e                                | Team Jumbo-Visma                   | Pays-Bas                          | 964 pts                           |
| 9e                                | Valcar-Travel & Service            | Italie                            | 728 pts                           |
| 10e                               | Ceratizit-WNT Pro Cycling          | Allemagne                         | 372 pts                           |

## Liste des participants
| Légende | Légende                                                                    | Légende | Légende                                                    |
| ------- | -------------------------------------------------------------------------- | ------- | ---------------------------------------------------------- |
| Num     | Dossard de départ porté par le coureur sur cette Amstel Gold Race          | Pos     | Position à l'arrivée de la course                          |
|         | Indique un maillot de champion national ou mondial, suivi de sa spécialité | NP      | Indique un coureur qui n'a pas pris le départ de la course |
| AB      | Indique un coureur qui n'a pas terminé la course                           | HD      | Indique un coureur qui a terminé la course hors des délais |

| Team Jumbo-Visma TJV | Team Jumbo-Visma TJV   | Team Jumbo-Visma TJV |
| -------------------- | ---------------------- | -------------------- |
| Num                  | Coureuse               | Pos                  |
| 1                    | Riejanne Markus (NED)  | 14e                  |
| 2                    | Anouska Koster (NED)   | 32e                  |
| 3                    | Anna Henderson (GBR)   | 46e                  |
| 4                    | Coryn Labecki (USA)    | 9e                   |
| 5                    | Teuntje Beekhuis (NED) | 83e                  |
| 6                    | Karlijn Swinkels (NED) | 42e                  |

| SD Worx SDW | SD Worx SDW                       | SD Worx SDW |
| ----------- | --------------------------------- | ----------- |
| Num         | Coureuse                          | Pos         |
| 11          | Demi Vollering (NED)              | 2e          |
| 12          | Marlen Reusser (SUI) (route)      | 19e         |
| 13          | Chantal van den Broek-Blaak (NED) | 53e         |
| 14          | Niamh Fisher-Black (NZL)          | 56e         |
| 15          | Blanka Vas (HUN) (route)          | 24e         |
| 16          | Ashleigh Moolman (RSA)            | 7e          |

| Trek-Segafredo TFS | Trek-Segafredo TFS           | Trek-Segafredo TFS |
| ------------------ | ---------------------------- | ------------------ |
| Num                | Coureuse                     | Pos                |
| 21                 | Elisa Balsamo (ITA) (route)  | 8e                 |
| 22                 | Lucinda Brand (NED)          | 52e                |
| 23                 | Tayler Wiles (USA)           | 113e               |
| 24                 | Leah Thomas (USA)            | 54e                |
| 25                 | Shirin van Anrooij (NED)     | 16e                |
| 26                 | Ellen van Dijk (NED) (route) | 31e                |

| Canyon-SRAM Racing CSR | Canyon-SRAM Racing CSR     | Canyon-SRAM Racing CSR |
| ---------------------- | -------------------------- | ---------------------- |
| Num                    | Coureuse                   | Pos                    |
| 31                     | Katarzyna Niewiadoma (POL) | 5e                     |
| 32                     | Elise Chabbey (SUI)        | 45e                    |
| 33                     | Tiffany Cromwell (AUS)     | 71e                    |
| 34                     | Mikayla Harvey (NZL)       | 51e                    |
| 35                     | Pauliena Rooijakkers (NED) | 48e                    |
| 36                     | Soraya Paladin (ITA)       | 34e                    |

| Movistar Team MOV | Movistar Team MOV          | Movistar Team MOV |
| ----------------- | -------------------------- | ----------------- |
| Num               | Coureuse                   | Pos               |
| 41                | Annemiek van Vleuten (NED) | 4e                |
| 42                | Aude Biannic (FRA)         | 67e               |
| 43                | Emma Norsgaard (DEN)       | 17e               |
| 44                | Paula Patiño (COL)         | 33e               |
| 45                | Arlenis Sierra (CUB)       | 40e               |
| 46                | Katrine Aalerud (NOR)      | AB                |

| EF Education-TIBCO-SVB TIB | EF Education-TIBCO-SVB TIB    | EF Education-TIBCO-SVB TIB |
| -------------------------- | ----------------------------- | -------------------------- |
| Num                        | Coureuse                      | Pos                        |
| 51                         | Lauren Stephens (USA) (route) | 106e                       |
| 52                         | Kristabel Doebel-Hickok (USA) | 27e                        |
| 53                         | Veronica Ewers (USA)          | 28e                        |
| 54                         | Kathrin Hammes (GER)          | 60e                        |
| 55                         | Magdeleine Vallieres (CAN)    | 90e                        |
| 56                         | Sara Poidevin (CAN)           | 72e                        |

| Team DSM DSM | Team DSM DSM                  | Team DSM DSM |
| ------------ | ----------------------------- | ------------ |
| Num          | Coureuse                      | Pos          |
| 61           | Floortje Mackaij (NED)        | 23e          |
| 62           | Pfeiffer Georgi (GBR) (route) | 41e          |
| 63           | Leah Kirchmann (CAN)          | 63e          |
| 64           | Juliette Labous (FRA)         | 11e          |
| 65           | Liane Lippert (GER)           | 3e           |
| 66           | Léa Curinier (FRA)            | 66e          |

| UAE Team ADQ UAD | UAE Team ADQ UAD          | UAE Team ADQ UAD |
| ---------------- | ------------------------- | ---------------- |
| Num              | Coureuse                  | Pos              |
| 71               | Sofia Bertizzolo (ITA)    | 10e              |
| 72               | Anna Trevisi (ITA)        | AB               |
| 73               | Mavi García (ESP) (route) | 6e               |
| 74               | Maaike Boogaard (NED)     | 26e              |
| 75               | Erica Magnaldi (ITA)      | 15e              |
| 76               | Sophie Wright (GBR)       | 95e              |

| Liv Racing Xstra LIV | Liv Racing Xstra LIV | Liv Racing Xstra LIV |
| -------------------- | -------------------- | -------------------- |
| Num                  | Coureuse             | Pos                  |
| 81                   | Eva Buurman (NED)    | AB                   |
| 82                   | Silke Smulders (NED) | 20e                  |
| 83                   | Valerie Demey (BEL)  | 61e                  |
| 84                   | Quinty Ton (NED)     | 57e                  |
| 86                   | Ayesha McGowan (USA) | AB                   |

| FDJ-Nouvelle Aquitaine-Futuroscope FSF | FDJ-Nouvelle Aquitaine-Futuroscope FSF | FDJ-Nouvelle Aquitaine-Futuroscope FSF |
| -------------------------------------- | -------------------------------------- | -------------------------------------- |
| Num                                    | Coureuse                               | Pos                                    |
| 91                                     | Marta Cavalli (ITA)                    | 1re                                    |
| 92                                     | Stine Borgli (NOR)                     | 102e                                   |
| 93                                     | Emilia Fahlin (SWE)                    | AB                                     |
| 94                                     | Victorie Guilman (FRA)                 | 38e                                    |
| 95                                     | Marie Le Net (FRA)                     | 43e                                    |
| 96                                     | Jade Wiel (FRA)                        | 50e                                    |

| Uno-X Pro Cycling Team UXT | Uno-X Pro Cycling Team UXT | Uno-X Pro Cycling Team UXT |
| -------------------------- | -------------------------- | -------------------------- |
| Num                        | Coureuse                   | Pos                        |
| 101                        | Anniina Ahtosalo (FIN)     | AB                         |
| 102                        | Hannah Barnes (GBR)        | 74e                        |
| 103                        | Joscelin Lowden (GBR)      | 104e                       |
| 104                        | Hannah Ludwig (GER)        | 47e                        |
| 105                        | Anne Dorthe Ysland (NOR)   | 91e                        |

| Human Powered Health HPW | Human Powered Health HPW | Human Powered Health HPW |
| ------------------------ | ------------------------ | ------------------------ |
| Num                      | Coureuse                 | Pos                      |
| 111                      | Nina Buysman (NED)       | 69e                      |
| 112                      | Henrietta Christie (NZL) | 109e                     |
| 113                      | Katie Clouse (USA)       | AB                       |
| 114                      | Barbara Malcotti (ITA)   | 49e                      |
| 115                      | Marit Raaijmakers (NED)  | 84e                      |
| 116                      | Eri Yonamine (JPN)       | 107e                     |

| Roland Cogeas-Edelweiss Squad CGS | Roland Cogeas-Edelweiss Squad CGS | Roland Cogeas-Edelweiss Squad CGS |
| --------------------------------- | --------------------------------- | --------------------------------- |
| Num                               | Coureuse                          | Pos                               |
| 121                               | Ines Cantera (ESP)                | AB                                |
| 122                               | Tamara Dronova (RUS)              | 103e                              |
| 123                               | Rotem Gafinovitz (ISR)            | AB                                |
| 124                               | Aline Seitz (SUI)                 | 77e                               |
| 125                               | Petra Stiasny (SUI)               | AB                                |
| 126                               | Olga Zabelinskaïa (UZB)           | 101e                              |

| Team BikeExchange-Jayco BEX | Team BikeExchange-Jayco BEX | Team BikeExchange-Jayco BEX |
| --------------------------- | --------------------------- | --------------------------- |
| Num                         | Coureuse                    | Pos                         |
| 131                         | Amanda Spratt (AUS)         | 55e                         |
| 132                         | Alexandra Manly (AUS)       | 12e                         |
| 133                         | Wei Shi Chelsie Tan (SGP)   | AB                          |
| 134                         | Ane Santesteban (ESP)       | 39e                         |
| 135                         | Arianna Fidanza (ITA)       | 68e                         |
| 136                         | Georgia Williams (NZL)      | 73e                         |

| GT Krush Tunap BPC | GT Krush Tunap BPC           | GT Krush Tunap BPC |
| ------------------ | ---------------------------- | ------------------ |
| Num                | Coureuse                     | Pos                |
| 141                | Henrietta Colborne (GBR)     | 94e                |
| 142                | Daniek Hengeveld (NED)       | 82e                |
| 143                | Femke de Vries (NED)         | AB                 |
| 144                | Carola van de Wetering (NED) | AB                 |
| 145                | Anneke Dijkstra (NED)        | 79e                |
| 146                | Petra Welmers (NED)          | AB                 |

| Le Col-Wahoo DRP | Le Col-Wahoo DRP         | Le Col-Wahoo DRP |
| ---------------- | ------------------------ | ---------------- |
| Num              | Coureuse                 | Pos              |
| 151              | Elizabeth Holden (GBR)   | 18e              |
| 152              | Eider Merino (ESP)       | 36e              |
| 153              | Alice Towers (GBR)       | 97e              |
| 154              | Maike van der Duin (NED) | 89e              |
| 155              | April Tacey (GBR)        | 96e              |
| 156              | Gladys Verhulst (FRA)    | 75e              |

| Parkhotel Valkenburg PHV | Parkhotel Valkenburg PHV  | Parkhotel Valkenburg PHV |
| ------------------------ | ------------------------- | ------------------------ |
| Num                      | Coureuse                  | Pos                      |
| 161                      | Pien Limpens (NED)        | 110e                     |
| 162                      | Mischa Bredewold (NED)    | 21e                      |
| 163                      | Femke Gerritse (NED)      | 62e                      |
| 164                      | Kirstie van Haaften (NED) | 114e                     |
| 165                      | Lieke Nooijen (NED)       | 76e                      |
| 166                      | Anne Van Rooijen (NED)    | 92e                      |

| Valcar-Travel & Service VAL | Valcar-Travel & Service VAL | Valcar-Travel & Service VAL |
| --------------------------- | --------------------------- | --------------------------- |
| Num                         | Coureuse                    | Pos                         |
| 171                         | Alice Maria Arzuffi (ITA)   | 30e                         |
| 172                         | Olivia Baril (CAN)          | 22e                         |
| 173                         | Anastasia Carbonari (LAT)   | 112e                        |
| 174                         | Federica Piergiovanni (ITA) | 59e                         |
| 175                         | Elena Pirrone (ITA)         | 80e                         |
| 176                         | Elizabeth Stannard (AUS)    | 65e                         |

| Bingoal-Chevalmeire-Van Eyck Sport BCV | Bingoal-Chevalmeire-Van Eyck Sport BCV | Bingoal-Chevalmeire-Van Eyck Sport BCV |
| -------------------------------------- | -------------------------------------- | -------------------------------------- |
| Num                                    | Coureuse                               | Pos                                    |
| 181                                    | Lotte Claes (BEL)                      | 105e                                   |
| 182                                    | Naomi de Roeck (BEL)                   | AB                                     |
| 183                                    | Olha Kulynych (UKR)                    | 108e                                   |
| 184                                    | Lotte Popelier (BEL)                   | AB                                     |
| 185                                    | Claudia Jongerius (NED)                | AB                                     |

| Ceratizit-WNT Pro Cycling WNT | Ceratizit-WNT Pro Cycling WNT | Ceratizit-WNT Pro Cycling WNT |
| ----------------------------- | ----------------------------- | ----------------------------- |
| Num                           | Coureuse                      | Pos                           |
| 191                           | Marta Lach (POL)              | 58e                           |
| 192                           | Lizbeth Salazar (MEX) (route) | AB                            |
| 194                           | Laura Asencio (FRA)           | 44e                           |
| 195                           | Hanna Nilsson (SWE)           | 99e                           |
| 196                           | Lara Vieceli (ITA)            | 87e                           |

| AG Insurance NXTG AGI | AG Insurance NXTG AGI | AG Insurance NXTG AGI |
| --------------------- | --------------------- | --------------------- |
| Num                   | Coureuse              | Pos                   |
| 201                   | Maureen Arens (NED)   | 98e                   |
| 202                   | Julia Borgström (SWE) | 29e                   |
| 203                   | Gaia Masetti (ITA)    | 81e                   |
| 204                   | Lone Meertens (BEL)   | 115e                  |
| 205                   | Ilse Pluimers (NED)   | 78e                   |
| 206                   | Amber Aernouts (NED)  | AB                    |

| Plantur-Pura PLP | Plantur-Pura PLP           | Plantur-Pura PLP |
| ---------------- | -------------------------- | ---------------- |
| Num              | Coureuse                   | Pos              |
| 211              | Yara Kastelijn (NED)       | 13e              |
| 212              | Kiona Crabbé (BEL)         | 93e              |
| 213              | Justine Ghekiere (BEL)     | 86e              |
| 214              | Millie Couzens (GBR)       | 85e              |
| 215              | Julie Van de Velde (BEL)   | 35e              |
| 216              | Inge van der Heijden (NED) | 37e              |

| Andy Schleck-CP NVST-Immo Losch ASC | Andy Schleck-CP NVST-Immo Losch ASC | Andy Schleck-CP NVST-Immo Losch ASC |
| ----------------------------------- | ----------------------------------- | ----------------------------------- |
| Num                                 | Coureuse                            | Pos                                 |
| 221                                 | Michelle Andres (SUI)               | AB                                  |
| 222                                 | Georgia Danford (AUS)               | 88e                                 |
| 224                                 | Lisa Müllenberg (NED)               | AB                                  |
| 225                                 | Léna Mettraux (SUI)                 | AB                                  |
| 226                                 | Carolin Schiff (GER)                | AB                                  |

| Coop-Hitec Products HPU | Coop-Hitec Products HPU  | Coop-Hitec Products HPU |
| ----------------------- | ------------------------ | ----------------------- |
| Num                     | Coureuse                 | Pos                     |
| 231                     | Caroline Andersson (SWE) | 64e                     |
| 232                     | Ingvild Gåskjenn (NOR)   | 25e                     |
| 233                     | Ane Iversen (NOR)        | AB                      |
| 234                     | Josie Nelson (GBR)       | 70e                     |
| 235                     | Nicole Steigenga (NED)   | 100e                    |
| 236                     | Sylvie Swinkels (NED)    | 111e                    |

| Team Jumbo-Visma TJV | Team Jumbo-Visma TJV   | Team Jumbo-Visma TJV |
| -------------------- | ---------------------- | -------------------- |
| Num                  | Coureuse               | Pos                  |
| 1                    | Riejanne Markus (NED)  | 14e                  |
| 2                    | Anouska Koster (NED)   | 32e                  |
| 3                    | Anna Henderson (GBR)   | 46e                  |
| 4                    | Coryn Labecki (USA)    | 9e                   |
| 5                    | Teuntje Beekhuis (NED) | 83e                  |
| 6                    | Karlijn Swinkels (NED) | 42e                  |

| SD Worx SDW | SD Worx SDW                       | SD Worx SDW |
| ----------- | --------------------------------- | ----------- |
| Num         | Coureuse                          | Pos         |
| 11          | Demi Vollering (NED)              | 2e          |
| 12          | Marlen Reusser (SUI) (route)      | 19e         |
| 13          | Chantal van den Broek-Blaak (NED) | 53e         |
| 14          | Niamh Fisher-Black (NZL)          | 56e         |
| 15          | Blanka Vas (HUN) (route)          | 24e         |
| 16          | Ashleigh Moolman (RSA)            | 7e          |

| Trek-Segafredo TFS | Trek-Segafredo TFS           | Trek-Segafredo TFS |
| ------------------ | ---------------------------- | ------------------ |
| Num                | Coureuse                     | Pos                |
| 21                 | Elisa Balsamo (ITA) (route)  | 8e                 |
| 22                 | Lucinda Brand (NED)          | 52e                |
| 23                 | Tayler Wiles (USA)           | 113e               |
| 24                 | Leah Thomas (USA)            | 54e                |
| 25                 | Shirin van Anrooij (NED)     | 16e                |
| 26                 | Ellen van Dijk (NED) (route) | 31e                |

| Canyon-SRAM Racing CSR | Canyon-SRAM Racing CSR     | Canyon-SRAM Racing CSR |
| ---------------------- | -------------------------- | ---------------------- |
| Num                    | Coureuse                   | Pos                    |
| 31                     | Katarzyna Niewiadoma (POL) | 5e                     |
| 32                     | Elise Chabbey (SUI)        | 45e                    |
| 33                     | Tiffany Cromwell (AUS)     | 71e                    |
| 34                     | Mikayla Harvey (NZL)       | 51e                    |
| 35                     | Pauliena Rooijakkers (NED) | 48e                    |
| 36                     | Soraya Paladin (ITA)       | 34e                    |

| Movistar Team MOV | Movistar Team MOV          | Movistar Team MOV |
| ----------------- | -------------------------- | ----------------- |
| Num               | Coureuse                   | Pos               |
| 41                | Annemiek van Vleuten (NED) | 4e                |
| 42                | Aude Biannic (FRA)         | 67e               |
| 43                | Emma Norsgaard (DEN)       | 17e               |
| 44                | Paula Patiño (COL)         | 33e               |
| 45                | Arlenis Sierra (CUB)       | 40e               |
| 46                | Katrine Aalerud (NOR)      | AB                |

| EF Education-TIBCO-SVB TIB | EF Education-TIBCO-SVB TIB    | EF Education-TIBCO-SVB TIB |
| -------------------------- | ----------------------------- | -------------------------- |
| Num                        | Coureuse                      | Pos                        |
| 51                         | Lauren Stephens (USA) (route) | 106e                       |
| 52                         | Kristabel Doebel-Hickok (USA) | 27e                        |
| 53                         | Veronica Ewers (USA)          | 28e                        |
| 54                         | Kathrin Hammes (GER)          | 60e                        |
| 55                         | Magdeleine Vallieres (CAN)    | 90e                        |
| 56                         | Sara Poidevin (CAN)           | 72e                        |

| Team DSM DSM | Team DSM DSM                  | Team DSM DSM |
| ------------ | ----------------------------- | ------------ |
| Num          | Coureuse                      | Pos          |
| 61           | Floortje Mackaij (NED)        | 23e          |
| 62           | Pfeiffer Georgi (GBR) (route) | 41e          |
| 63           | Leah Kirchmann (CAN)          | 63e          |
| 64           | Juliette Labous (FRA)         | 11e          |
| 65           | Liane Lippert (GER)           | 3e           |
| 66           | Léa Curinier (FRA)            | 66e          |

| UAE Team ADQ UAD | UAE Team ADQ UAD          | UAE Team ADQ UAD |
| ---------------- | ------------------------- | ---------------- |
| Num              | Coureuse                  | Pos              |
| 71               | Sofia Bertizzolo (ITA)    | 10e              |
| 72               | Anna Trevisi (ITA)        | AB               |
| 73               | Mavi García (ESP) (route) | 6e               |
| 74               | Maaike Boogaard (NED)     | 26e              |
| 75               | Erica Magnaldi (ITA)      | 15e              |
| 76               | Sophie Wright (GBR)       | 95e              |

| Liv Racing Xstra LIV | Liv Racing Xstra LIV | Liv Racing Xstra LIV |
| -------------------- | -------------------- | -------------------- |
| Num                  | Coureuse             | Pos                  |
| 81                   | Eva Buurman (NED)    | AB                   |
| 82                   | Silke Smulders (NED) | 20e                  |
| 83                   | Valerie Demey (BEL)  | 61e                  |
| 84                   | Quinty Ton (NED)     | 57e                  |
| 86                   | Ayesha McGowan (USA) | AB                   |

| FDJ-Nouvelle Aquitaine-Futuroscope FSF | FDJ-Nouvelle Aquitaine-Futuroscope FSF | FDJ-Nouvelle Aquitaine-Futuroscope FSF |
| -------------------------------------- | -------------------------------------- | -------------------------------------- |
| Num                                    | Coureuse                               | Pos                                    |
| 91                                     | Marta Cavalli (ITA)                    | 1re                                    |
| 92                                     | Stine Borgli (NOR)                     | 102e                                   |
| 93                                     | Emilia Fahlin (SWE)                    | AB                                     |
| 94                                     | Victorie Guilman (FRA)                 | 38e                                    |
| 95                                     | Marie Le Net (FRA)                     | 43e                                    |
| 96                                     | Jade Wiel (FRA)                        | 50e                                    |

| Uno-X Pro Cycling Team UXT | Uno-X Pro Cycling Team UXT | Uno-X Pro Cycling Team UXT |
| -------------------------- | -------------------------- | -------------------------- |
| Num                        | Coureuse                   | Pos                        |
| 101                        | Anniina Ahtosalo (FIN)     | AB                         |
| 102                        | Hannah Barnes (GBR)        | 74e                        |
| 103                        | Joscelin Lowden (GBR)      | 104e                       |
| 104                        | Hannah Ludwig (GER)        | 47e                        |
| 105                        | Anne Dorthe Ysland (NOR)   | 91e                        |

| Human Powered Health HPW | Human Powered Health HPW | Human Powered Health HPW |
| ------------------------ | ------------------------ | ------------------------ |
| Num                      | Coureuse                 | Pos                      |
| 111                      | Nina Buysman (NED)       | 69e                      |
| 112                      | Henrietta Christie (NZL) | 109e                     |
| 113                      | Katie Clouse (USA)       | AB                       |
| 114                      | Barbara Malcotti (ITA)   | 49e                      |
| 115                      | Marit Raaijmakers (NED)  | 84e                      |
| 116                      | Eri Yonamine (JPN)       | 107e                     |

| Roland Cogeas-Edelweiss Squad CGS | Roland Cogeas-Edelweiss Squad CGS | Roland Cogeas-Edelweiss Squad CGS |
| --------------------------------- | --------------------------------- | --------------------------------- |
| Num                               | Coureuse                          | Pos                               |
| 121                               | Ines Cantera (ESP)                | AB                                |
| 122                               | Tamara Dronova (RUS)              | 103e                              |
| 123                               | Rotem Gafinovitz (ISR)            | AB                                |
| 124                               | Aline Seitz (SUI)                 | 77e                               |
| 125                               | Petra Stiasny (SUI)               | AB                                |
| 126                               | Olga Zabelinskaïa (UZB)           | 101e                              |

| Team BikeExchange-Jayco BEX | Team BikeExchange-Jayco BEX | Team BikeExchange-Jayco BEX |
| --------------------------- | --------------------------- | --------------------------- |
| Num                         | Coureuse                    | Pos                         |
| 131                         | Amanda Spratt (AUS)         | 55e                         |
| 132                         | Alexandra Manly (AUS)       | 12e                         |
| 133                         | Wei Shi Chelsie Tan (SGP)   | AB                          |
| 134                         | Ane Santesteban (ESP)       | 39e                         |
| 135                         | Arianna Fidanza (ITA)       | 68e                         |
| 136                         | Georgia Williams (NZL)      | 73e                         |

| GT Krush Tunap BPC | GT Krush Tunap BPC           | GT Krush Tunap BPC |
| ------------------ | ---------------------------- | ------------------ |
| Num                | Coureuse                     | Pos                |
| 141                | Henrietta Colborne (GBR)     | 94e                |
| 142                | Daniek Hengeveld (NED)       | 82e                |
| 143                | Femke de Vries (NED)         | AB                 |
| 144                | Carola van de Wetering (NED) | AB                 |
| 145                | Anneke Dijkstra (NED)        | 79e                |
| 146                | Petra Welmers (NED)          | AB                 |

| Le Col-Wahoo DRP | Le Col-Wahoo DRP         | Le Col-Wahoo DRP |
| ---------------- | ------------------------ | ---------------- |
| Num              | Coureuse                 | Pos              |
| 151              | Elizabeth Holden (GBR)   | 18e              |
| 152              | Eider Merino (ESP)       | 36e              |
| 153              | Alice Towers (GBR)       | 97e              |
| 154              | Maike van der Duin (NED) | 89e              |
| 155              | April Tacey (GBR)        | 96e              |
| 156              | Gladys Verhulst (FRA)    | 75e              |

| Parkhotel Valkenburg PHV | Parkhotel Valkenburg PHV  | Parkhotel Valkenburg PHV |
| ------------------------ | ------------------------- | ------------------------ |
| Num                      | Coureuse                  | Pos                      |
| 161                      | Pien Limpens (NED)        | 110e                     |
| 162                      | Mischa Bredewold (NED)    | 21e                      |
| 163                      | Femke Gerritse (NED)      | 62e                      |
| 164                      | Kirstie van Haaften (NED) | 114e                     |
| 165                      | Lieke Nooijen (NED)       | 76e                      |
| 166                      | Anne Van Rooijen (NED)    | 92e                      |

| Valcar-Travel & Service VAL | Valcar-Travel & Service VAL | Valcar-Travel & Service VAL |
| --------------------------- | --------------------------- | --------------------------- |
| Num                         | Coureuse                    | Pos                         |
| 171                         | Alice Maria Arzuffi (ITA)   | 30e                         |
| 172                         | Olivia Baril (CAN)          | 22e                         |
| 173                         | Anastasia Carbonari (LAT)   | 112e                        |
| 174                         | Federica Piergiovanni (ITA) | 59e                         |
| 175                         | Elena Pirrone (ITA)         | 80e                         |
| 176                         | Elizabeth Stannard (AUS)    | 65e                         |

| Bingoal-Chevalmeire-Van Eyck Sport BCV | Bingoal-Chevalmeire-Van Eyck Sport BCV | Bingoal-Chevalmeire-Van Eyck Sport BCV |
| -------------------------------------- | -------------------------------------- | -------------------------------------- |
| Num                                    | Coureuse                               | Pos                                    |
| 181                                    | Lotte Claes (BEL)                      | 105e                                   |
| 182                                    | Naomi de Roeck (BEL)                   | AB                                     |
| 183                                    | Olha Kulynych (UKR)                    | 108e                                   |
| 184                                    | Lotte Popelier (BEL)                   | AB                                     |
| 185                                    | Claudia Jongerius (NED)                | AB                                     |

| Ceratizit-WNT Pro Cycling WNT | Ceratizit-WNT Pro Cycling WNT | Ceratizit-WNT Pro Cycling WNT |
| ----------------------------- | ----------------------------- | ----------------------------- |
| Num                           | Coureuse                      | Pos                           |
| 191                           | Marta Lach (POL)              | 58e                           |
| 192                           | Lizbeth Salazar (MEX) (route) | AB                            |
| 194                           | Laura Asencio (FRA)           | 44e                           |
| 195                           | Hanna Nilsson (SWE)           | 99e                           |
| 196                           | Lara Vieceli (ITA)            | 87e                           |

| AG Insurance NXTG AGI | AG Insurance NXTG AGI | AG Insurance NXTG AGI |
| --------------------- | --------------------- | --------------------- |
| Num                   | Coureuse              | Pos                   |
| 201                   | Maureen Arens (NED)   | 98e                   |
| 202                   | Julia Borgström (SWE) | 29e                   |
| 203                   | Gaia Masetti (ITA)    | 81e                   |
| 204                   | Lone Meertens (BEL)   | 115e                  |
| 205                   | Ilse Pluimers (NED)   | 78e                   |
| 206                   | Amber Aernouts (NED)  | AB                    |

| Plantur-Pura PLP | Plantur-Pura PLP           | Plantur-Pura PLP |
| ---------------- | -------------------------- | ---------------- |
| Num              | Coureuse                   | Pos              |
| 211              | Yara Kastelijn (NED)       | 13e              |
| 212              | Kiona Crabbé (BEL)         | 93e              |
| 213              | Justine Ghekiere (BEL)     | 86e              |
| 214              | Millie Couzens (GBR)       | 85e              |
| 215              | Julie Van de Velde (BEL)   | 35e              |
| 216              | Inge van der Heijden (NED) | 37e              |

| Andy Schleck-CP NVST-Immo Losch ASC | Andy Schleck-CP NVST-Immo Losch ASC | Andy Schleck-CP NVST-Immo Losch ASC |
| ----------------------------------- | ----------------------------------- | ----------------------------------- |
| Num                                 | Coureuse                            | Pos                                 |
| 221                                 | Michelle Andres (SUI)               | AB                                  |
| 222                                 | Georgia Danford (AUS)               | 88e                                 |
| 224                                 | Lisa Müllenberg (NED)               | AB                                  |
| 225                                 | Léna Mettraux (SUI)                 | AB                                  |
| 226                                 | Carolin Schiff (GER)                | AB                                  |

| Coop-Hitec Products HPU | Coop-Hitec Products HPU  | Coop-Hitec Products HPU |
| ----------------------- | ------------------------ | ----------------------- |
| Num                     | Coureuse                 | Pos                     |
| 231                     | Caroline Andersson (SWE) | 64e                     |
| 232                     | Ingvild Gåskjenn (NOR)   | 25e                     |
| 233                     | Ane Iversen (NOR)        | AB                      |
| 234                     | Josie Nelson (GBR)       | 70e                     |
| 235                     | Nicole Steigenga (NED)   | 100e                    |
| 236                     | Sylvie Swinkels (NED)    | 111e                    |

## Prix
Le total des prix est 40 000 € à parité avec les hommes.